# Matteo Botti
Matteo Botti (1570 – 1621) è stato un diplomatico italiano.

## Biografia
Di famiglia cremonese alla quale Cosimo I de' Medici (1519-1574) conferì la cittadinanza fiorentina, il Botti fu membro dell'Accademia degli Alterati e dell'Accademia Fiorentina. Svolse varie missioni all'estero come ambasciatore di Ferdinando I (1549-1609) e, successivamente, di Cosimo II (1590-1621). Nel 1591 fu nominato Cavaliere di Santo Stefano.